# Independência
Independência este un oraș în statul Ceará (CE) din Brazilia. Are 3.218.641 km2.